# Nỗi buồn gác trọ
"Nỗi buồn gác trọ" là một ca khúc nhạc vàng sáng tác bởi nhạc sĩ Mạnh Phát và Hoài Linh vào đầu thập niên 1960, viết theo thể điệu Hababera. Ca khúc gắn liền với tiếng hát Phương Dung và được bà trình bày thành công từ trước và sau năm 1975.

## Hoàn cảnh sáng tác
—Phương Dung
Theo chia sẻ của ca sĩ Phương Dung thì nhạc sĩ Mạnh Phát quen một anh sinh viên, trọ ở một căn gác. Mỗi năm thì anh lại chứng kiến những người con gái trong xóm trọ đi lấy chồng. Vì hoàn cảnh đó, nhạc sĩ Mạnh Phát sáng tác ca khúc Nỗi buồn gác trọ, phần lời là của nhạc sĩ Hoài Linh.
Sau đó Mạnh Phát và Hoài Linh giao bài hát cho Phương Dung trình bày trong cuốn phim "Sai Gon By Night" của hãng phim Alpha năm 1962 cho đến năm 1964 thì được Phương Dung thu âm vào đĩa nhựa và phát nhiều lần trên đài phát thanh, trở thành một hiện tượng vào thời điểm đó.

## Ca sĩ thể hiện
Phương Dung là người trình bày thành công và thu âm đầu tiên vào Dĩa Hát Việt Nam. Năm 1996 bà thể hiện lại Nỗi buồn gác trọ trên trung tâm Asia trong chương trình "Asia 12 - Việt Nam Niềm Nhớ" với phần hoà âm của nhạc sĩ Trúc Hồ.
Ca khúc được nhiều ca sĩ trong và nước thể hiện như Thanh Tuyền, Cẩm Ly, Đàm Vĩnh Hưng, Quang Lê, Hương Lan...và đặc biệt Jang Mi cover lại cũng rất được yêu thích.